# Marko Vujin
Marko Vujin (serbisch-kyrillisch Марко Вујин; * 7. Dezember 1984 in Bačka Palanka, SR Serbien, SFR Jugoslawien) ist ein serbischer Handballfunktionär und ehemaliger Handballspieler.
Vujin, der zuletzt für den ungarischen Klub Pick Szeged spielte und für die serbische Nationalmannschaft auflief, wurde meist im rechten Rückraum eingesetzt, als Linkshänder half er aber auch auf Rechtsaußen aus.

## Karriere

### Verein
Marko Vujin begann in seiner Heimatstadt beim RK Sintelon mit dem Handballspiel. Dort debütierte er auch in der ersten serbischen Liga. 2003 wurde er vom ungarischen Spitzenclub Dunaferr SE unter Vertrag genommen. Mit der Mannschaft gewann er zwar keine Titel, wurde aber in der Saison 2005/06 Torschützenkönig der ungarischen Liga. Daraufhin nahm ihn der ungarische Serienmeister MKB Veszprém unter Vertrag. Während Vujin in der Saison 2006/07 noch etwas im Schatten des Publikumslieblings Kiril Lazarov stand, war er nach Lazarovs Wechsel zu RK Zagreb 2007 im rechten Rückraum erste Wahl. 2008 gewann er mit Veszprém den Europapokal der Pokalsieger und die ungarische Meisterschaft.
2008 hatte Vujin einen Vertrag beim VfL Gummersbach unterschrieben, erfüllte den Vertrag jedoch nicht und blieb bei MKB Veszprém. Anschließend gewann er mit Veszprém 2009, 2010, 2011 und 2012 die Meisterschaft sowie den ungarischen Pokal. 2011 war er für den katarischen al-Sadd Sports Club aktiv. Von 2012 bis 2019 lief er für den THW Kiel auf, mit dem er 2012 den DHB-Supercup, 2013, 2017 und 2019 den DHB-Pokal, 2013, 2014 und 2015 die deutsche Meisterschaft sowie 2019 den EHF-Pokal gewann. In der Saison 2013/14 holte er sich mit 248 Treffern, als zweiter THW-Spieler nach Predrag Timko, die Torjägerkrone der Bundesliga.
Im August 2019 schloss er sich dem portugiesischen Verein Sporting Lissabon an. Ein Jahr später wechselte Vujin zum nordmazedonischen Erstligisten RK Vardar Skopje. Im März 2021 verpflichtete ihn der ungarische Verein Pick Szeged als Ersatz für den verletzten Luka Stepančić. Sein Vertrag galt allerdings nur für die EHF Champions League, wo er ausgerechnet gegen den THW Kiel ausschied.
Vujin ist seit August 2022 beim serbischen Verein RK Vojvodina als Vizepräsident tätig.

### Nationalmannschaft
Für die serbische Nationalmannschaft bestritt er 124 Länderspiele, in denen er 524 Tore warf. Er stand im Aufgebot der Serben bei der Weltmeisterschaft 2011. Bei der Europameisterschaft 2012 im eigenen Land gewann er mit dem Nationalteam die Silbermedaille. Im Sommer 2012 nahm er an den Olympischen Spielen in London teil.

## Erfolge

### Verein
- Europapokal der Pokalsieger 2008
- EHF-Pokalsieger 2019
- Ungarischer Meister 2008, 2009, 2010, 2011, 2012
- Ungarischer Pokalsieger 2007, 2009, 2010, 2011, 2012
- Deutscher Meister 2013, 2014, 2015
- DHB-Pokalsieger 2013, 2017, 2019
- DHB-Supercupsieger 2012, 2014

### Nationalmannschaft
- Vize-Europameister 2012

## Bundesligabilanz
| Saison    | Verein   | Spielklasse | Spiele | Tore | 7-Meter | Feldtore |
| --------- | -------- | ----------- | ------ | ---- | ------- | -------- |
| 2012/13   | THW Kiel | Bundesliga  | 34     | 150  | 44      | 106      |
| 2013/14   | THW Kiel | Bundesliga  | 34     | 248  | 66      | 182      |
| 2014/15   | THW Kiel | Bundesliga  | 36     | 156  | 31      | 125      |
| 2015/16   | THW Kiel | Bundesliga  | 32     | 143  | 35      | 108      |
| 2016/17   | THW Kiel | Bundesliga  | 34     | 143  | 21      | 122      |
| 2017/18   | THW Kiel | Bundesliga  | 34     | 103  | 21      | 82       |
| 2018/19   | THW Kiel | Bundesliga  | 16     | 19   | 11      | 8        |
| 2012–2019 | gesamt   | Bundesliga  | 220    | 962  | 229     | 733      |

Quelle: Spielerprofil beim THW Kiel